# Henson Glacier
Henson Glacier är en glaciär i Antarktis. Den ligger i Västantarktis. Argentina, Chile och Storbritannien gör anspråk på området. Henson Glacier ligger 1 050 meter över havet.
Terrängen runt Henson Glacier är kuperad norrut, men söderut är den bergig.  Trakten är obefolkad. Det finns inga samhällen i närheten.